# Pardines (Catalogne)
Pour les articles homonymes, voir Pardines.
Pardines est une commune de la comarque du Ripollès dans la province de Gérone en Catalogne (Espagne).

## Jumelage

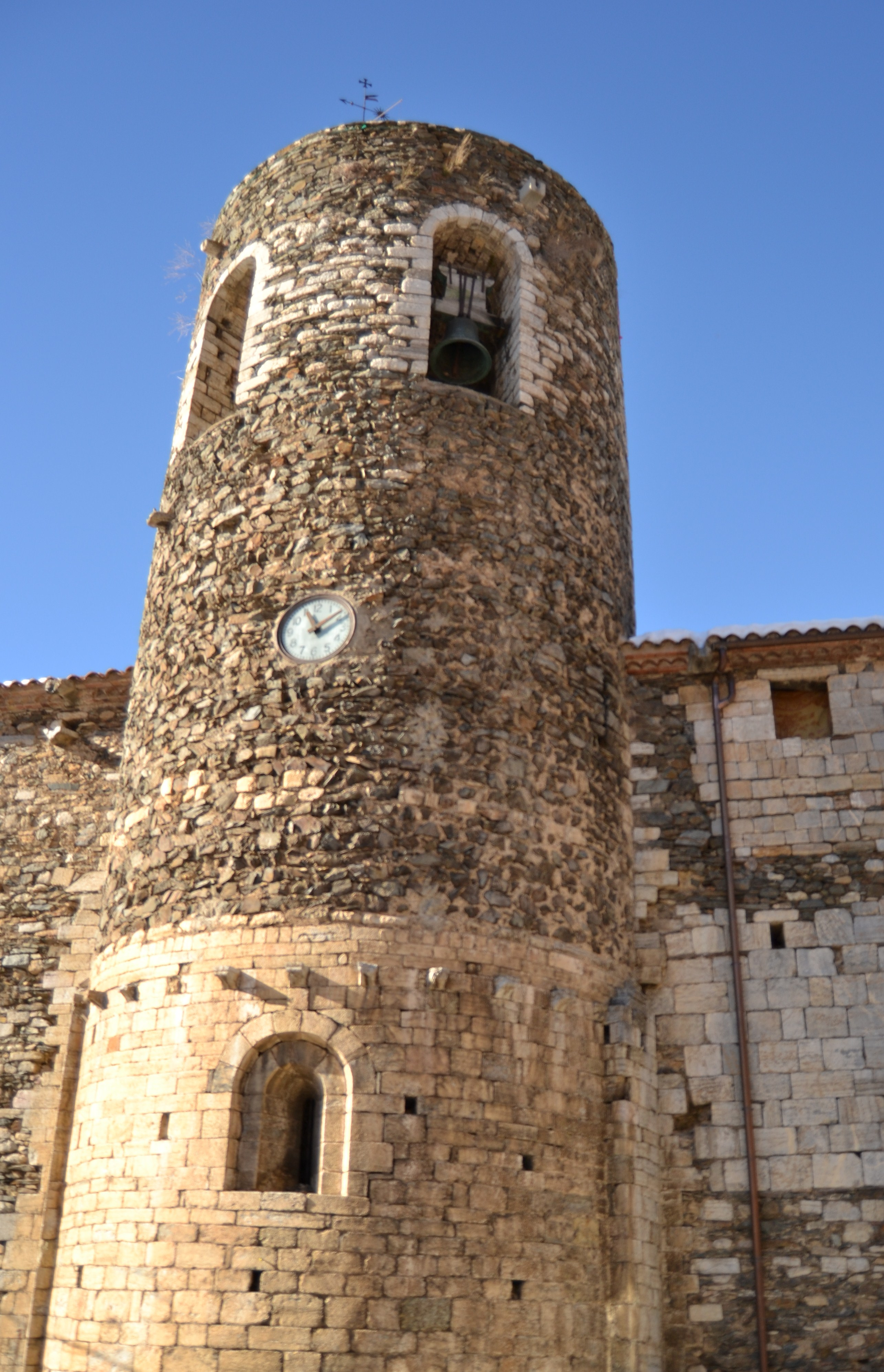
Sant Esteve

## Géographie
Commune située dans les Pyrénées